# Vasilij Jakuša
Vasilij Fëdorovič Jakuša (in russo Василий Фёдорович Якуша?, in bielorusso Васіль Фёдаравіч Якуша?; Zazim'ya, 30 giugno 1958 – Minsk, 24 novembre 2020) è stato un canottiere sovietico.

## Carriera
Vinse la medaglia d'oro alle Olimpiadi del 1980 nel singolo e la medaglia d'argento a quelle del 1988 nel due con.